# Goritsa (Boergas)
Goritsa (Bulgaars: Горица) is een dorp in de Bulgaarse gemeente Pomorie, oblast Boergas. Het dorp ligt hemelsbreed 32 km ten noordoosten van de provinciehoofdstad Boergas en 342 km ten oosten van Sofia.

## Bevolking
Op 31 december 2020 werden er 777 inwoners in het dorp geregistreerd door het Nationaal Statistisch Instituut van Bulgarije.
|  |

In het dorp wonen grotendeels etnische Bulgaren, maar er is ook een minderheid van etnische Turken. In 2011 identificeerden 474 van de 535 ondervraagden zichzelf als etnische “Bulgaren” - 88,6% van alle ondervraagden. Daarnaast identificeerden 43 ondervraagden - 8% - zichzelf met de “Turkse etniciteit”. 
| Etnische samenstelling van de respondenten (2011) | Etnische samenstelling van de respondenten (2011) | Etnische samenstelling van de respondenten (2011) | Etnische samenstelling van de respondenten (2011) | Etnische samenstelling van de respondenten (2011) |
| ------------------------------------------------- | ------------------------------------------------- | ------------------------------------------------- | ------------------------------------------------- | ------------------------------------------------- |
|                                                   |                                                   |                                                   |                                                   |                                                   |
| Bulgaren                                          | Bulgaren                                          |                                                   | 88,6%                                             | 88,6%                                             |
| Turken                                            | Turken                                            |                                                   | 8,0%                                              | 8,0%                                              |
| Roma                                              | Roma                                              |                                                   | 0,0%                                              | 0,0%                                              |
| Anders/Onbekend                                   | Anders/Onbekend                                   |                                                   | 3,4%                                              | 3,4%                                              |